# Võnnu (commune)
Võnnu (en estonien : Võnnu vald) est une municipalité rurale de la région de Tartu en Estonie. Elle s'étend sur 232,63 km2. 

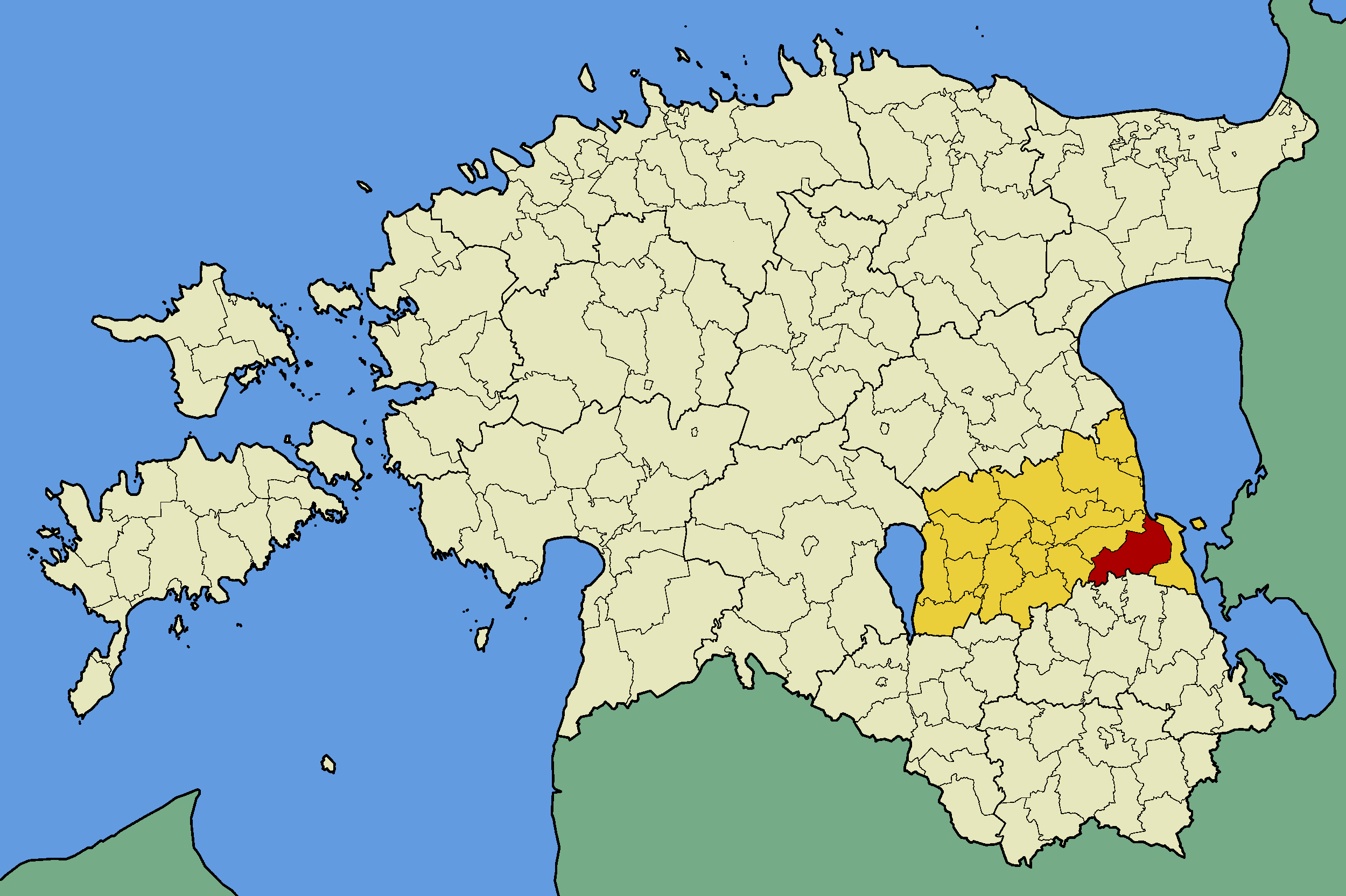
Commune de Võnnu (en rouge) dans le Comté de Tartu (en jaune).

Sa population est de 1 125 habitants(01.01.2012).

## Municipalité
La commune comprend 1 bourg et 12 villages :

### Bourg
Võnnu

### Villages
Agali - Ahunapalu - Hammaste - Imste - Issaku - Kannu - Kurista - Kõnnu - Liispõllu - Lääniste - Rookse - Terikeste